# 不動産登記
不動産登記（ふどうさんとうき）は、不動産（土地および建物）の物理的現況と権利関係を公示するために作られた登記簿に登記することをいう。土地と建物につきそれぞれ独立した登記簿が存在し（区分所有の例外あり）、登記事項も若干異なる。不動産登記は、民法・不動産登記法およびその他政令等によって規律される。
立木登記など、不動産登記法以外の特別法によって登記される物もある（立木法）。

## 略語について
説明の便宜上、次の通り略語を用いる。
法
不動産登記法（平成16年法律第123号）
令
不動産登記令（平成16年政令第379号）
規則
不動産登記規則（平成17年法務省令第18号）
準則
不動産登記事務取扱手続準則（平成17年2月25日民二456号通達）

## 不動産登記の沿革
江戸期の土地の支配については、農地に関しては「検地帳」、都市部においては、売買記録である「沽券状」及びそれを元にして町役人が作成保有した「沽券帳」などにより、その所在を証明した。山林などについては、これら支配(入会など)を証する制度的な文書がなく、多くは慣習により取り扱われた。
明治維新になって、まず、徴税の目的から、明治4年12月27日（1872年2月5日）、東京府下の市街地に対して地券が発行され、続いて明治5年2月15日（1872年3月23日）の田畑永代売買禁止令の廃止に伴い、これまで貢租の対象とされていた郡村の土地を売買譲渡する際にも地券が交付されることとなった。当初、地券は取引の都度発行するという方式であったが、この方法では全国の土地の状況を短期間に把握することは不可能であったため、同年7月4日（同年8月5日）に大蔵省達第83号を発し、都度の地券発行を改め、人民所有のすべての土地に地券を発行する地券の全国一般発行とした結果、全ての私有地に対して地券(壬申地券)が交付されることになった。地券の発行は、旧来の町名主や庄屋を取り込んだ戸長役場においてなされ、割印を押した一通を所有者本人に渡し、役場で控えを「元帳」に綴じ込み保管した。この元帳を地券大帳といい、毎年その写しを大蔵省に提出させることとした。この、地券大帳が後の土地台帳の基礎となる。続いて明治6年（1873年）7月28日には地租改正条例が発布されるとともに、地券制度にも改正が加えられ、壬申地券に代わって一筆の地に一枚ずつ交付される全国共通の地券に変更された。
土地の譲渡においては、地券を書き換えるべきものとされていたところ、明治12年（1879年）2月、これに替え裏書移転となったが、翌明治13年（1880年）11月土地売買譲渡規則の制定により、所有権移転は戸長役場の公証手続によっておこなわれることになったため、地券の裏書は納税義務の移転のみを示すものとなったなど、制度上複雑なものとなっていた。また、戸長による公証制により、二重登記・虚偽登記といった問題が頻発した。
このため、公証制度の整備（公証人規則制定）や登記法の実施（明治19年（1886年）8月13日公布、翌年2月1日施行）によって近代的登記制度が公法的に導入され、地券は、法的な意味合いを失い、明治22年（1889年）3月22日の土地台帳規則制定とともに廃止された。
しかしながら、当時の不動産登記は、不動産の権利関係のみを公示するものであり、不動産の物理的現況を明らかにするものとしては、税務署に、課税台帳としての土地台帳及び家屋台帳が備えられていた（地租法、家屋税法）。戦後、台帳事務は登記事務と密接な関係があることから、台帳が登記所に移管された。なお、明治31年（1898年）7月16日、民法が施行されたが、登記制度に未整備な点があることも考慮され、物権変動については、民法制定に多くの範をとったドイツ法流の形式主義・登記主義ではなく、フランス法流の意思主義が採用され、登記は成立要件ではなく、対抗要件として取り扱われることとなった。
その後しばらく、登記所において、不動産の権利関係を公示する登記制度と、不動産の現状を明らかにする台帳制度が併存することとなったが、登記簿は申請主義が基本であるのに対し、台帳は登記官の職権によって登録することができたから、両者の間に不一致が生じるなどの問題が生じた。
そこで、1960年（昭和35年）、台帳を廃止して、台帳の現に効力を有する事項を登記簿の表題部に移記する一元化を行うこととなり（昭和35年法律第14号「不動産登記法の一部を改正する等の法律」）、一元化作業は、1971年（昭和46年）3月31日、全国のすべての登記所について完了した。この結果、登記は「表示の登記」と「権利の登記」の両方を含むこととなった。
なお、移記の終わった台帳は当分の間保存することとされ、現在登記所に保存されている旧土地台帳は、登記簿に登記される以前の所有者や分筆の経緯を知るための資料となる。なお、家屋台帳は廃棄された。

## 登記簿
登記簿（とうきぼ）とは、不動産に関する権利関係及び物理的現況を記載するために設けられた、登記所が保管する帳簿をいう（法2条9号）。
変更履歴が順に記載され、変更があった場合には、変更部分が下線付きで示され、次の行にその変更後内容が示される。

### ブックシステム
登記簿は、当初、大福帳式の帳簿であったが、1951年（昭和26年）6月29日に公布された不動産登記法施行細則の一部を改正する府令（昭和26年法務府令第110号）によって、1960年（昭和35年）頃までの間に、登記用紙の加除が自由なバインダー式の帳簿となった。1個の不動産について登記事項を記載した書面を登記用紙といい、これを一定数編綴した帳簿を登記簿といったが、1個の不動産についての登記用紙そのものを登記簿ということもあった。
このような紙製の帳簿による処理を『ブックシステム』という。
2008年（平成20年）現在、日本全国の一般的な土地、建物の登記簿はコンピューターに移行が完了し、ブックシステムの登記簿は閉鎖された。なお、従来通り登記所にて証明書は発行される。

### コンピュータシステム化
登記事務の大量・複雑化に対応するため、1988年（昭和63年）、登記事務のコンピュータ・システム化を行うこととする法改正が行われ（昭和63年法律第81号「不動産登記法及び商業登記法の一部を改正する法律」）、移行作業が完了した登記所について順次法務大臣が指定を行い、指定された登記所においてコンピュータ・システムによる登記事務を行うこととなった（旧不動産登記法151条ノ2、新不動産登記法附則3条）。移行作業は、東京法務局板橋出張所（指定の効力発生　昭和63年10月6日)が最初に完了し、松江地方法務局西郷支局（指定の効力発生　平成20年 3月24日)を最後に、日本全国の登記所がコンピュータ化され、移行が適さない登記簿を除き移行作業は完了し、オンライン申請ができるようになっている。
コンピュータ・システムにおいては、登記は磁気ディスク（これに準ずる方法により一定の事項を確実に記録することができる物を含む。）に電磁的データで記録することとされている。この電磁的データを登記記録といい（法2条5号）、記録媒体である磁気ディスクを登記簿ということとされている。
移記された登記記録には、「昭和63年法務省令第37号附則第2条第2項の規定により移記」と記載されている。順位番号は移記の際にリセットされ、改めて1番から付番し、「順位何番の登記を移記」と記載されている。

### 登記簿の作成
不動産登記の事務は、登記所（法務局）において登記官が行う（不動産登記法6条、9条）。
登記簿（登記記録）は、表題部と権利部に分かれ（法12条）、権利部は、所有権に関する登記を行う甲区と、所有権以外の権利に関する登記を行う乙区に分かれる（規則4条4項）。

## 登記の種類
不動産の登記には、表示に関する登記と権利に関する登記とがあり（2条3号、4号）、表示に関する登記は登記簿の表題部に、権利に関する登記は登記簿の権利部に記録される（同条7号、8号）。

### 表示に関する登記
表示に関する登記は、不動産の物理的現況を明らかにすることを目的としており、権利に関する登記の前提ともいえる。表示に関する登記には対抗力は認められないが、例外として、借地上の建物（借地借家法10条）について最高裁判所は対抗力を認めた（最判昭50.2.13）。
法27条から法58条までに主要な規定があり、その他の法令・通達が実務における運用の補強・潤滑化のために規定・発令されている。
登記事項としては、登記年月日等のほか（27条）、土地の場合は「土地の所在」「地番」「地目」「地積」に関して登記がなされ（法34条）、建物の場合には「建物の所在」「家屋番号」「種類」「構造」「床面積」などが登記されている（法44条）。
表示に関する登記には、次のようなものがある。
- 表題登記[4]

当該不動産について、表題部に最初にされる登記をいう（法2条20号）。建物を新築した場合、登記が存在しないので、所有権保存登記の前提として建物の表題登記の申請がされることになる（法47条）。埋立て等によって新たに土地が生じた場合にも土地の表題登記がされる（法36条）。いずれも所有権の取得の日から1か月以内に登記の申請をしなければならない。
- 変更の登記[4]

登記事項に変更があった場合にされる登記をいう（法2条15号）。土地の地目・地積に変更があったとき、建物の種類・構造・床面積等に変更があったときは、変更の登記がされる（法37条、法51条）。いずれも当該変更があった日から1か月以内に登記の申請をしなければならない。
- 更正の登記[4]

登記事項に「錯誤又は遺漏」があった場合に、当該登記事項を訂正する登記をいう（法2条16号）。変更登記が、登記事項が事後的に変動した場合に行われるのに対し、登記事項が当初から誤っていた場合に行われる点で異なる。
土地の地目・地積等が誤っていたとき、建物の種類・構造・床面積等が誤っていたときは、更正登記がされる（法38条、法53条）。
- 滅失の登記[4]

土地又は建物が滅失したときにされる登記をいう（法42条、法57条）。いずれも滅失した日から1か月以内に登記の申請をしなければならない。
- 分筆の登記・合筆の登記[4]

土地を分筆・合筆するために行われる登記である（法39条）。土地の分筆・合筆は所有者の意思に基づいて行われるものであるから、表題部所有者または登記名義人のみが申請でき、原則として登記官が職権によって登記することはできない。
地目が相互に異なる土地や、相互に持分を異にする土地について合筆の登記を申請することはできない。
- 建物の合体による登記等（法49条）[4]

数戸の建物が、工事等をして構造上一個の建物となった時に行う登記で、合体から1か月以内に、合体後の建物についての建物の表題登記及び合体前の建物についての建物の表題部の登記の抹消を申請をしなければならない。両者をあわせて「合体による登記等」と称する。
- 建物の分割の登記・建物の区分の登記・建物の合併の登記（法54条1項1号ないし3号）[4]
  - 建物の分割とは、附属の建物として登記されている建物を新たな登記記録に記録することをいう（法54条1項1号）。
  - 建物の区分とは、一棟の建物の内部に数個の区分建物としての要件を満たす建物があるときに、それぞれを区分建物の登記記録に記録する登記をいう（法54条1項2号）。一般には、賃貸用のマンションを、分譲用のマンションに登記したいときに行う。
  - 建物の合併とは、主たる建物とその附属の建物の関係にある登記記録上別の建物にあるものを1つの登記記録に記録することをいう（法54条1項3号）。建物の合体とは違い建物の現状に変更がないものについて、登記上ひとつにまとめるものである。ただし建物の所有者が異なる場合や、所有権登記のある建物と所有権登記がない建物の合併など、一定の条件下では合併の登記をすることができない（法56条各号）。

これらは、所有者の意思によって登記される。
- 区分建物について区分所有法第22条の定めにより敷地利用権と専有部分の権利との分離処分が禁止される旨の登記については、「敷地権」として建物の表示に関する登記の一部事項としてなされる（法44条9号）。

### 権利に関する登記
権利に関する登記は、不動産についての権利の保存、設定、移転、変更、処分の制限又は消滅を公示するための登記である（法2条4号、法3条）。
権利に関する登記は第三者対抗要件である（民法177条）。不動産についての権利の優先関係が問題となるときは、登記の有無、先後が基準となる。一般に登記といえば、権利に関する登記のことをいうことが多い。
法59条から法118条に主要な規定があり、各種法令・通達が実務のため規定・発令されている。
登記事項には、登記の目的、受付年月日・受付番号、登記原因及びその日付、権利者の住所・氏名等がある（法59条）。

#### 所有権に関する登記
権利に関する登記のうち、所有権に関する登記は、権利部の甲区に記録される（規則4条4項）。所有権に関する登記には、次のようなものがある。
- 所有権の保存の登記

新築などで、初めて甲区に記録される場合に、所有権の保存の登記がされる。
登記の目的に「所有権保存」と記録され、所有者の住所・氏名が記録される。登記原因及びその日付は登記されない（法76条1項）。
所有権保存登記の申請をすることができる者は、以下の者に限定されている（法74条）。
1. 表題部所有者またはその相続人その他の一般承継人。
2. 所有権を有することが確定判決によって確認された者。
3. 収用により所有権を取得した者。
4. 区分建物の場合で、表題部所有者から所有権を所得した者。なお、その建物が敷地権付き区分建物の場合、敷地権の登記名義人の承諾が必要である。

- 所有権の移転の登記

所有権保存登記又は前の所有権の移転の登記の名義人から所有権の移転を受ける場合にされる。
登記の目的には「所有権移転」と、登記原因及びその日付には「平成○年○月○日売買（又は贈与、相続等）」と記録され、権利者として新しい所有者の住所・氏名が記録される。
所有権の登記名義人について相続の開始があったときは、当該相続により所有権を取得した者は、自己のために相続の開始があったことを知り、かつ、当該所有権を取得したことを知った日から3年以内に、所有権の移転の登記を申請しなければならない。遺贈により所有権を取得した者も、同様の扱いとなる（法76の2条）。
- 処分の制限の登記

差押え、仮差押え及び処分禁止の登記が具体例である。これらの登記はすべて公署の嘱託によりなされ、当事者は申請をすることはできない（民事執行法48条1項、民事保全法47条3項・53条3項、法16条1項）。
登記されている所有権の登記事項に変更等があったときは、次のような登記がされる。
- 変更の登記

既存の登記の権利の内容が変更されたとき（共有物分割禁止の定めなど）や、登記名義人の表示が変更されたとき（改姓、住所移転、行政区画の変更等）には、変更の登記がされる（法2条15号、法64条、法66条）。
- 更正の登記

登記事項に誤りがあった場合には、更正の登記がされる（法2条16号、法67条）。
- 登記の抹消

権利に関わる登記において、登記された権利が最初から存在しなかったか、事後的に消滅した場合には、登記の抹消がされる（法68条、法69条）。
- 登記の回復

抹消された登記を、利害関係のある第三者の承諾を経てもとの順位で復活させる登記である（法72条）。なお、不動産登記法附則3条1項の指定を受けていない登記所（コンピューター化未移行庁）において旧登記簿が火災等により滅失したため登記がない状態になった場合、旧不動産登記法19条・23条及び69条ないし75条に規定される滅失登記の回復がなされる（規則附則6条1項）。

#### 所有権以外の権利に関する登記
権利に関する登記のうち、所有権以外の権利に関する登記は、権利部の乙区に記録される（規則4条4項）。所有権以外の権利で登記されるのは、用益物権（地上権、永小作権、地役権）、担保物権（先取特権、質権、抵当権）、賃借権、採石権である（法3条）。不動産に関する権利であっても、同三条に列挙されていない占有権や留置権などは登記できない。また甲区のない登記簿に乙区のみを登記することはできない。なお敷地権は建物の表示に関する登記事項である。
- 抵当権の設定の登記

甲区の所有者が抵当権を設定したときにされる。
登記の目的には「抵当権設定」、登記原因及びその日付には「平成○年○月○日金銭消費貸借同日設定」などと記録され、抵当権者の住所・氏名のほか、債権額、債務者の住所・氏名等が記録される（法83条、法88条）。
- 登記名義人の氏名等の変更の登記等

名義人の氏名・名称・住所について変更があった場合になされる。なお更正についても同様である。
- 抵当権の変更の登記

抵当権の登記事項に変更があった場合にする。
- 抵当権の移転の登記

抵当権者が抵当権を譲渡したときにされる。既に存在する抵当権の設定の登記に対する付記登記として登記される（法4条2項）。
- 抵当権の処分の登記

抵当権の処分（民法376条）があった場合にする。
- 抵当権の順位の変更の登記

登記された担保物権の順位を変更する場合にする。
- 根抵当権の設定の登記

当事者が根抵当権を設定した場合にする。
- 根抵当権の変更の登記

根抵当権の登記事項に変更があった場合にする。
- 根抵当権の処分の登記

根抵当権につき根抵当権の処分・譲渡・分割譲渡・一部譲渡・共有者の権利移転があった場合にする。
- 民法第398条の14第1項ただし書の定めの登記

根抵当権の準共有者が、弁済を受ける割合や、優先弁済を定めた場合にする。
- 根抵当権の移転の登記

根抵当権の承継があった場合にする。
- 買戻しに関する登記

売買契約と同時に買戻特約を設定したときにされる。買戻しの登記は、売買による所有権移転登記申請と「同時に」する必要がある（大判明33.10.5）。
- 地上権の設定の登記

甲区の所有者が地上権を設定したときにされる。地上権者の住所・氏名のほか、地上権設定の目的、地代、支払時期、存続期間等が登記される（法78条）。
- 地役権の設定の登記

当事者が地役権を設定した場合にする。
- 賃借権の設定の登記

甲区の所有者が賃借権を設定したときにされる。賃借権者（賃借人）の住所・氏名のほか、賃料、支払時期、存続期間等が登記される（法81条）。賃借権は債権であるが、登記したときは対抗力を持つ（民法605条）。
- 民法第387条第1項の同意の登記

先順位の抵当権に賃借権を対抗させる場合にする。
これらの権利の変更、消滅等が生じたときは、所有権に関する登記と同様、変更・更正・抹消ならびに回復の登記がされる。
- 変更の登記

登記事項に変更があった場合にする。
- 移転の登記

権利の承継があった場合にする。
- 登記の抹消

権利や登記事項が消滅したか不存在だった場合にする。

### 仮登記
本登記（終局登記）を申請する要件が調わないとき、具体的には
- 登記の申請に必要な情報を登記所に提出することができないとき
- 権利の変動の請求権を保全しようとするとき

に、順位を確保するために行われる登記を指す（法105条）。仮登記自体に対抗力はないが、後に本登記を行うことで、仮登記の順位で本登記が行われたことになる。（法106条）。

### 付記登記
権利に関する登記のうち、既にされた権利に関する登記についてする登記であって、当該既にされた権利に関する登記を変更し、若しくは更正し、又は所有権以外の権利にあってはこれを移転し、若しくはこれを目的とする権利の保存等をするもので当該既にされた権利に関する登記と一体のものとして公示する必要があるものをいう（法4条）。
登記の順位は原則として登記申請受付の時間的前後によって決まるが、付記登記では既存の登記と一体のものとして、当該既存の登記と同じ順位で公示される。

## 登記手続
登記は、当事者の申請又は官庁・公署の嘱託（法116条）に基づいて、登記官が登記簿に登記事項を記録することによって行う（法11条、法16条1項）。
不動産が2以上の登記所の管轄区域にまたがる場合、法務省令で定めるところにより、法務大臣または法務局もしくは地方法務局の長が、当該不動産に関する登記の事務を司る登記所を指定する（法6条2項）。そして、登記の申請を当該2以上の登記所のうち、1の登記所にすることができるのは、登記事務を司る登記所の指定がされるまでの間に限られる（法6条3項）。

### 申請

#### 概要
表示に関する登記は、登記名義人やその代理人からの単独申請によるほか、登記官が職権ですることができる（法28条）。
以下の者には申請義務が課せられている（いずれも1か月以内）。
- 土地・建物の表題部の登記は、所有者
- 土地・建物の表題部の変更の登記は、表題部に記載された所有者または所有権の登記名義人
- 土地・建物の滅失の登記は、表題部に記載された所有者または所有権の登記名義人
- 建物合体の登記は、以下のとおり
  - 合体前の二以上の建物が表題登記がない建物及び表題登記がある建物のみであるときは、当該表題登記がない建物の所有者又は当該表題登記がある建物の表題部所有者
  - 合体前の二以上の建物が表題登記がない建物及び所有権の登記がある建物のみであるときは、当該表題登記がない建物の所有者又は当該所有権の登記がある建物の所有権の登記名義人
  - 合体前の二以上の建物がいずれも表題登記がある建物であるときは、当該建物の表題部所有者
  - 合体前の二以上の建物が表題登記がある建物及び所有権の登記がある建物のみであるときは、当該表題登記がある建物の表題部所有者又は当該所有権の登記がある建物の所有権の登記名義人
  - 合体前の二以上の建物がいずれも所有権の登記がある建物であるときは、当該建物の所有権の登記名義人
  - 合体前の三以上の建物が表題登記がない建物、表題登記がある建物及び所有権の登記がある建物のみであるときは、当該表題登記がない建物の所有者、当該表題登記がある建物の表題部所有者又は当該所有権の登記がある建物の所有権の登記名義人

権利に関する登記は、登記権利者と登記義務者が共同して申請するのが原則である（共同申請の原則、法60条）。どのような場合に登記権利者が登記義務者に登記手続への協力を求めることができるかは登記請求権の項参照。以下の場合には、単独で申請することができる。
- 相続又は法人の合併による権利の移転の登記（法63条2項）
- 所有権保存登記（法74条）及びその抹消登記（法77条）
- 登記名義人表示変更・更正登記（法64条1項）
- 抵当証券が発行されている抵当権についての債務者の表示変更・更正登記（64条2項）
- 信託登記の一部（法98条3項、法100条）
- 確定判決による登記（法63条1項）
ここでいう「確定判決」とは、給付判決を指し、確認判決を含まない。
- 収用による所有権移転登記（法118条1項）
- 人の死亡又は法人の解散による権利抹消登記（法69条）
- 登記義務者の所在が知れない場合の権利抹消登記（法70条2項）
- 仮処分の登記に遅れる登記の抹消登記（法111条1項・2項、113条）
- 根抵当権の元本確定登記で一定の場合（法93条）
- 仮登記のうち一定の場合（法107条1項、法110条）
仮登記義務者の承諾を得たとき、または仮登記を命ずる裁判所の処分があるとき、等。
- 採石法12条又は15条1項の決定に基づく採石権等に関する登記（採石法31条）

要式性が極めて厳格であるため、各専門家（表示に関する登記は土地家屋調査士、権利に関する登記は司法書士）に依頼し登記手続きを行うのが一般的である（1年の権利に関する登記申請のうち95・8％程度が司法書士によって行なわれているとの2004年（平成16年）5月11日衆院法務委員会法務省政府答弁がある）。なお、登記権利者と登記義務者が1人の司法書士に委任することは双方代理（民法108条）に反しないとされる（最判 昭和43年3月8日民集22巻3号540頁）。
尚、登記官またはその配偶者若しくは4親等内の親族が登記の申請人であるときは、当該登記官は除斥の対象となる（法10条）。

#### 登記権利者と登記義務者
- 概要

登記権利者とは、権利に関する登記をすることにより、登記上直接に利益を受ける者をいい、間接に利益を受ける者を除く（法2条12号）。
登記義務者とは、権利に関する登記をすることにより、登記上直接に不利益を受ける登記名義人をいい、間接に不利益を受ける登記名義人を除く（法2条13号）。
- 具体例

売買による所有権移転登記の場合、買主が登記権利者、売主（現所有権登記名義人）が登記義務者となる。抵当権設定登記の場合、抵当権者が登記権利者、抵当権設定者（不動産の所有権登記名義人など）が登記義務者となる（ただし、登記申請情報には「抵当権者」「設定者」と記載するのが実務の慣行である）。
注意しなければならないのは、登記手続上（不動産登記法上）の登記権利者・登記義務者と、実体法上の登記権利者・登記義務者とは異なることがあるということである。たとえば、AからBに対する仮装の売買で登記をしようとする場合は、実体法上はBはAに対する登記請求権がなく、A・Bは登記義務者・登記権利者ではないが、登記手続上は、Aを登記義務者、Bを登記権利者として扱う。すなわち、登記手続上、登記権利者・登記義務者に当たるかは、実質で判断するのではなく、形式的に判断することとなる。
- 直接と間接

例えば、1番抵当権の債権額を減額する抵当権変更登記のときの2番抵当権者は、間接には利益を受けても直接に利益を受ける者ではない。直接に利益を受けるのは、あくまで1番抵当権の設定者である。また、1番抵当権の債権額を増額する抵当権変更登記のときの2番抵当権者は、間接には不利益を受けても直接には不利益を受ける者ではない。直接に不利益を受けるのは、あくまで1番抵当権の設定者である。ただし、当該2番抵当権者は登記上の利害関係人となり、1番抵当権の債権額を増額する変更登記を付記登記でするには2番抵当権者の承諾証明情報が必要となる（法66条、令別表25項添付情報ロ）。この承諾情報を提供しないと、当該変更登記は主登記で実行され、2番抵当権者に債権額増額を対抗できなくなってしまう（法4条2項参照）。

#### 申請情報と添付情報
登記を申請するためには、登記所に登記申請情報と添付情報（以下に挙げたのは主なもの）を提供する必要がある。
- 登記申請情報（法18条、令3条）

新不動産登記法においては、登記申請情報をオンラインで登記所に送信することによって申請をすることができるようになった（法18条1号）。これは法務大臣がオンライン庁として指定した登記所についてのみ可能である（法附則6条1項）。2008年（平成20年）7月14日、すべての登記所が指定された。これにより、当事者が登記所の窓口に出向いて申請する必要がなくなった（当事者出頭主義の廃止、書面申請主義の廃止）。なお、従来どおり、書面（登記申請書）を提出して申請することも可能である（法18条2号）。
- 登記識別情報ないし登記済証

共同して権利に関する登記を申請する場合や、合筆登記等を申請する場合には、現在の登記名義人の登記識別情報を提供しなければならない（法22条、令8条）。この登記識別情報とは、登記名義人が前に登記を受けたときに登記所から通知される暗証番号である（法2条14号、法21条）。しかし、オンライン庁の指定を受けた登記所であっても、従前の登記済証（いわゆる権利証）が無効になったわけではなく、登記済証が存在するときはその登記済証を提出することとなる（法附則7条）。
登記識別情報も、登記済証も、申請者が登記名義人本人であることを証明する本人確認手段といえる。本人確認等の方法が充実したため、保証書による本人確認の制度は法改正により廃止された。
- 登記原因証明情報

権利に関する登記を申請する場合には、登記原因証明情報（登記原因証書）を提供しなければならない（法61条）。
売買、贈与、抵当権設定等の契約書がこれに当たるが、契約を口頭で締結したなどの場合、別途登記原因証明情報（法務局、登記申請書の様式、別紙3参照）を作成し提供してもよい。また、確定判決によって登記するときは、判決正本が登記原因証書に当たる（令7条1項5号ロ(1)）。住所、氏名の変更登記では、住民票、戸籍謄本等が登記原因証明情報となる。
同一の登記所の管轄区域内にある2以上の不動産について申請する登記原因・登記目的及びその日付が同一である場合には、1つの申請情報で一括申請ができる。
これらの情報は登記所に備え付けられる。
- 電子証明書ないし印鑑証明書

オンライン申請の場合は、登記申請情報及び添付情報には電子署名を行い、電子証明書を送信する必要がある（令12条、14条）。
書面による申請の場合は、法務省令で定める場合（規則47条ないし49条）を除き、本人による申請の場合には登記申請書に、代理人による申請の場合には委任状に、実印で押印した上、3か月以内の印鑑証明書を添付しなければならない（令16条、18条）。
申請の方式
- 特例方式（https://www.moj.go.jp/MINJI/minji142.html）

不動産登記の電子申請をする場合において、添付情報（登記識別情報を除く。）が書面に記載されているときは、当該書面を登記所に提出する方法により不動産登記の申請をすることが、平成２０年１月１５日（火）から可能となった。
- QRコード（二次元バーコード）付き書面申請（https://www.moj.go.jp/MINJI/minji162.html）

令和２年１月１４日から、書面申請の１つの形態として、電子証明書を使用することなく、パソコンに「申請用総合ソフト」をインストールして、登記申請書を作成し、その情報を管轄の登記所にインターネット経由で送信することができるようになった。

#### 登録免許税
登記の申請に当たっては、登録免許税を納付しなければならない。

##### 額の算出
- 課税標準額

不動産の価額・債権金額・極度金額などを課税標準とする場合、その金額が1,000円に満たないときは1,000円とし（登録免許税法15条）、1,000円未満の端数があるときは切り捨てる（国税通則法118条1項）。
- 登録免許税

実際の申請で、税率を調査するには、必ず登録免許税法と租税特別措置法を参照しなければならない。
課税標準額に税率（登録免許税法別表1参照）を乗じて計算した金額が1,000円に満たないときは1,000円とし（登録免許税法19条）、100円未満の端数があるときは切り捨てる（国税通則法119条1項）。
- 不動産の価格

登記の時における価額である（登録免許税法10条前段）。契約締結時や相続開始時などではない。この価額は地方税法341条9号に掲げる固定資産課税台帳に登録された当該不動産の価格である（登録免許税法附則7条）。売買代金などではない。この価格は以下のように分類される。
- 登記申請日が1月1日から3月31日までの場合、前年の12月31日の価格（登録免許税法施行令附則3項1号）。
- 登記申請日が4月1日から12月31日までの場合、その年の1月1日の価格（同令附則3項2号）。
- 固定資産課税台帳に登録された価格のない不動産の場合、当該不動産に近接類似する不動産の価格を基礎として登記機関が認定した価額（同令附則3項本文）。

- 持分の場合

不動産の所有権又は所有権以外の権利の一部である持分を課税標準とする場合、不動産の価額や債権金額などに当該持分の割合を乗じて計算した金額である（登録免許税法10条2項・3項）。
- 非課税及び減税

国など、非課税となる法人及びその要件が定められている（登録免許税法4条及び同別表2・3並びに登録免許税法施行規則2条ないし10条など）。
表示に関する登記は申請義務が課せられているため非課税である。また、一定の要件の基に非課税となる登記の種類が定められている（同法5条・同令2条・同規則1条など）。これらの免除措置を受けた場合、登録免許税額に代えて免除の根拠となる法令条項を申請情報の内容としなければならない（不動産登記規則189条2項）。
居住用家屋の所有権保存登記など、様々な場面で減税措置が採られている。その具体的場面及び要件については、登録免許税法のほか租税特別措置法・租税特別措置法施行令・租税特別措置法施行規則などに規定がある。これらの軽減措置を受けた場合、登録免許税額と共に軽減の根拠となる法令条項を申請情報の内容としなければならない（不動産登記規則189条3項）。

##### 納付
- 書面申請の場合の納付方法

まず国に納付し、当該納付に係る領収証書を申請書にはり付けて提出する現金納付による方法（登録免許税法21条）が原則であるが、政令で定める場合（登録免許税法施行令29条）など一定の場合には収入印紙を申請書にはり付けて提出する方法も認められている（同法22条）。書面申請ではほとんど全部収入印紙を貼付している。
- 電子申請の場合の納付方法

書面申請の場合の納付方法のほか、財務省令（登録免許税法施行規則23条1項）で定める方法により納付することができる（登録免許税法24条の2第1項）。具体的には、歳入金電子納付システムを利用する方法である。
- 納税者

登記を受ける者に納税義務がある（登録免許税法3条前段）。登記を受ける者が数名あるときは、連帯して納税する義務を負う（同法3条後段）。
- 未納付

登録免許税の全部又は一部を納付しなければ、申請却下事由に該当する（25条12号）。登記機関が登録免許税の納付期限後に未納付の事実を知った場合、遅滞なく当該登記を受けた者の登録免許税の納付地（登録免許税法8条2項）の所轄税務署長にその旨及び財務省令で定める事項（登録免許税法施行規則26条）を通知しなければならない（登録免許税法28条、不動産登記準則127条1項・同別記91号様式）。通知を受けた税務署長は、当該通知に係る登録免許税の未納分を当該通知に係る登記を受けた者から徴収する（登録免許税法29条1項）。また、税務署長は未納の事実を知った場合、通知を受けていなくても徴収することができる（同法29条2項）。
- 納税不足額通知書の様式

##### 還付
- 過誤納

登録免許税を過大に納付するなど一定の場合には還付される。還付事由で法定されている場合とは、
1. 申請が却下されたとき
2. 申請の取下げがあったとき（再使用証明をする場合を除く）
3. 過大に登録免許税を納付して登記を受けたとき

である（登録免許税法31条1項各号）。
- 方法

登記機関が還付事由に該当することを知ったときは、遅滞なく当該登記を受けた者の登録免許税の納付地（登録免許税法8条2項）の所轄税務署長にその旨及び財務省令で定める事項（登録免許税法施行令31条1項）を通知しなければならない（登録免許税法31条1項本文、不動産登記準則128条1項・同別記93号様式）。また、登記を受けた者は、申請書に記載した課税標準又は税額の計算に誤りがあったなどの理由で登録免許税の過誤納があった場合、その旨を登記機関に申し出て登録免許税法31条1項の通知をすべき旨の請求をすることができる（登録免許税法31条2項及び登録免許税法施行令31条2項、同法31条6項・7項及び同令3項・4項）。
税務署長等は還付金等があるときは、遅滞なく金銭で還付しなければならない（国税通則法56条1項）。銀行口座等への振込みによってするのが実務の慣行である（不動産登記準則別記93号様式参照）。
- 先例

所有権に関してされた二重登記の一方を申請又は職権で抹消した場合、その抹消に係る登記について納付した登録免許税は還付される（1964年（昭和39年）1月13日 民甲37号通達、1968年（昭和43年）3月13日 民甲398号回答）。
登記完了後に非課税又は減税に係る証明書類を提出して、登録免許税の全部又は一部の還付を請求することは許されない（1966年（昭和41年）7月22日 民甲2121号通達）。
- 還付通知書の様式

##### 再使用証明
- 概要

登記機関は、登記を受ける者から申請の取下げに併せて申請書にはり付けられた領収証書又は印紙で使用済みの旨の記載又は消印がされたものについて再使用することができる証明をすることができる（登録免許税法31条3項前段）。
- 方法

請求は再使用証明申出書を提出してする（登録免許税法施行令32条1項、不動産登記準則129条1項・同別記94号様式）。この書類の提出があった場合、登記機関は原則として再使用できる旨の証明をしなければならない（登録免許税法施行令32条2項、不動産登記準則129条2項・3項及び同別記95号様式）。再使用証明された領収証書又は印紙は、取下げの日から1年以内に限り再使用することができる（登録免許税法31条3項前段）。
再使用証明された領収証書又は印紙を使用しなくなった場合、当該証明のあった日から1年を経過した日までに、当該証明を無効にして登録免許税の還付を受けたい旨の申出をすることができる（登録免許税法31条5項、登録免許税法施行令32条3項、不動産登記準則130条）。
- 実例

再使用証明された領収証書又は印紙は、当該再使用証明をした登記所でしか使用できない（登記研究321-71頁、登録免許税法31条3項）。
不動産登記の申請を取下げて再使用証明を受けた領収証書又は印紙は、商業登記の申請書に添付して使用できる（登記研究393-87頁）。
- 再使用証明申出書の様式

- 再使用証明印の様式

### 受付・調査
登記の申請があったときは、登記官はこれを受け付け、受付番号を付す（法19条、規則56条1項）。受付番号は毎年更新される（規則56条3項）。
登記官は、権利に関する登記の実体については形式的審査権しかないとされ、登記簿及び提供された情報（書面）のみをもとに、法25条各号（11号以外）の却下事由に当たるか否かを審査し、それ以上、真実そのような物権変動が生じたか否かまで審査することなく、登記を行う。
ただし申請人については、登記官が申請人となるべき者以外の者が申請していると疑うに足りる相当な理由があると認めるときは、申請人の申請の権限の有無を調査しなければならない（法24条、規則59条）。この調査はあくまで申請権限の有無についての調査であり、申請人の申請意思の有無は調査の対象ではない（2005年（平成17年）2月25日民二457号通達第1-1(6)）。
これに対し、表示に関する登記については、登記官は実質的審査権を有し、必要に応じて実地調査を行う権限も有している（法25条11号、法29条）。

### 記録
法25条の却下事由に当たらない場合は、登記官は、申請に基づいて登記簿に記録する。これによって法律上登記が完了する。
登記官は、登記が完了したときは、登記権利者に登記識別情報を通知する（法21条）。

## 登記事項証明書
登記は、本来は権利関係について一般的に公示されることを目的として、誰でも、登記事項証明書（コンピュータ・システム上の登記記録を書面に出力して登記官が認証したもの）の交付請求はできるが（119条）、近時、不動産会社の営利目的による広範な交付請求・情報取得および権利者への営業活動（例：ダイレクトメール・勧誘電話）等、本来の規定趣旨を逸脱した交付請求がみられるようになった。登記簿には権利者等の氏名および住所等個人情報の記載があり、また、認知症等による高齢の権利者の判断力（意思能力）低下とその相続予定者の権利確保の点から、個人情報保護の観点および無権利者による不測の侵害行為の防止から、立ち遅れている交付請求の現状について、当事者としての権利性要件の議論が行われつつある。
登記事項証明書には、登記記録の全部を記載した「全部事項証明書」（旧法の登記簿謄本に対応するもの）と、一部を記載した「一部事項証明書」（旧法の登記簿抄本に対応するもの。現在事項証明書、何区何番事項証明書、所有者証明書などがある）がある。ただし、移記に適さない登記簿などは、旧法21条に従って「登記簿謄本」・「抄本」が交付される（附則3条4項）。コンピューター化された登記簿の登記事項証明書等は、どこの登記所でも日本全国の証明書が取得できる。登記事項証明書の交付を請求するときは、収入印紙で手数料を納付しなければならない（119条4項）。1985年度から2020年度までは、登記に関する手数料の歳入が登記特別会計の歳入とされたことから経理を区分する必要性から収入印紙ではなく登記印紙だったが、2011年（平成23年）3月31日限りで、登記特別会計が廃止されたため同日限りで登記印紙は廃止された。既に販売された登記印紙は現在でも、使用可能である。
なお、登記事項証明書はすべて「書面」によって作成され、電磁的記録によって作成された登記事項証明書の交付を請求することはできない。ただし電気通信回線による登記情報の提供に関する法律（平成11年法律第226号）により、登記所が保有する登記情報を、インターネットを利用して、一般利用者が自宅又は事務所のパソコンで確認することができるようになっている。提供される登記情報の内容は登記事項証明書と同一のものであるが、証明書としての効力がないものである。更に登記情報の交付の際に、照会番号が付与され、行政機関への電子申請の際に登記事項証明書にかえて照会番号の付記により手続ができる（すべてではない）。

## 審査請求
登記官の処分に不服がある者又は登記官の不作為に係る処分を申請した者は、審査請求をすることができる（法156条1項）。

### 他の法律との関係
- 登記官の処分については行政手続法2章・3章の規定は適用されない（法152条）。
- 登記官の処分に係る審査請求については、行政不服審査法の一部の規定は適用されない（法158条）。
- 審査請求ができる場合であっても、審査請求をせずに処分の取消しを求める訴えを提起することができる（行政事件訴訟法8条1項）し、両方を同時に提起してもよい。
- 登記官の故意又は過失による違法な処分については、当該処分により損害を被った者は国に賠償を請求できる（国家賠償法1条）。

### 請求の対象
「登記官の処分」について内容を限定する条文は存在しないことから、不動産登記法に関するすべての行為が含まれる。ただし、登記官が職権で登記を抹消できる場合は限られている（71条1項）ので、それ以外の場合について登記を抹消するよう請求することはできない（最判 昭和37年3月16日民集16巻3号567頁等）。
#登録免許税について不服がある場合、審査請求は国税不服審判所長に対してすべきである（国税通則法75条1項5号）。

### 手続

#### 申立て
- 申立先

当該登記官の監督法務局又は地方法務局の長である（法156条1項）。申立は登記官を経由してしなければならない（法156条2項）。
- 申立ての方式

原則として書面を提出して行う（行政不服審査法9条1項）が、行政手続等における情報通信の技術の利用に関する法律3条1項の規定に基づき電子情報処理組織を使用して行うこともできる（同法9条3項）。
- 申立期間

法158条により行政不服審査法14条の適用が除外されている。他に期間を定めた条文はなく、期間に関する制限はない。
例えば、30年という申請情報等の保存期間（規則28条10号）を過ぎた後であっても、審査請求をすることができる（1962年（昭和37年）12月18日 民甲3604号回答）。なお、保存期間30年と変更されたのは平成20年で、平成10年以前の申請情報等は廃棄されている場合がある。

#### 具体的処理
- 理由がある場合

登記官が請求に理由があると認めるときは、相当の処分をしなければならず（法157条1項）、事案の簡単なものを除き、監督法務局又は地方法務局の長に内儀しなければならない（準則142条1項）。登記官は相当の処分をしたときは、審査請求人に対して当該処分の内容を通知しなければならず（規則186条、準則142条3項・同別記100号様式）、当該処分の内容を監督法務局又は地方法務局の長に報告しなければならない（準則142条5項・同別記101号様式）。
監督法務局又は地方法務局の長が請求に理由があると認めるときは、登記官に相当の処分を命じ、その旨を審査請求人その他の利害関係人に通知しなければならない（法157条3項）。
通知の方法は、郵便・信書便その他適宜の方法による（規則188条）。
- 理由がない場合

登記官が請求に理由がないと認めるときは、その請求の日から3日以内に意見を付して監督法務局又は地方法務局の長に送付しなければならない（法157条2項、準則143条・同別記102号様式）。
- 裁決

監督法務局又は地方法務局の長が審査請求について裁決したときは、裁決書の謄本を審査請求人及び登記官に交付しなければならない（準則145条1項）。

#### 様式
- 審査請求事件の通知書の様式

- 審査請求事件の報告書の様式

- 審査請求事件の送付書の様式

#### 登記
監督法務局又は地方法務局の長は、法157条3項の処分を命ずる前に登記官に仮登記を命ずることができる（法157条条4項）。この仮登記又は法157条3項の命令に基づく登記をするときは、当該命令をした者の職名・命令の年月日・命令によって登記する旨・登記の年月日を記録しなければならない（規則191条）。

## 他の法律の適用除外
- 登記簿等及び筆界特定書等については行政機関の保有する情報の公開に関する法律は適用されない（153条）。
- 不動産登記法又は不動産登記法に基づく命令の規定による手続等（行政手続等における情報通信の技術の利用に関する法律2条10号に規定される手続等）については、同法3条ないし6条の規定は適用されない（154条）。
- 登記簿等に記載されている保有個人情報（行政機関の保有する個人情報の保護に関する法律2条3項に規定される保有個人情報）については、同法4章の規定は適用されない（155条）。